# Cabrero (Chili)
Pour les articles homonymes, voir Cabrero.
Cabrero est une ville et une commune du Chili de la Province de Biobío, elle-même située dans la Région du Biobío. En 2012, la population de la commune s'élevait à 28 145 habitants. La superficie de la commune est de 640 km2 (densité de 44 hab./km2),.

## Situation
Le territoire de la commune de Cabrero se situe dans la vallée centrale du Chili. Situé entre les rios Laja et Itata, il était initialement constitué de sols sableux impropres à l'agriculture qui ont été progressivement rendus exploitables grâce à des travaux d'irrigation. La commune est située à 429 kilomètres à vol d'oiseau au sud-sud-ouest de la capitale Santiago et à 48 kilomètres au nord de Los Ángeles capitale de la Province de Biobío.

## Historique
La région dans laquelle se situe Cabrero commence à se développer au XIXe siècle notamment à la suite de la création d'un réseau de voies ferrées. Le territoire actuel de Cabrero fait partie à cette époque de la commune de Yumbel. En 1897 est créée la municipalité de Las Perlas dont le chef-lieu est situé dans l'agglomération de Cabrero. Celle-ci compte 700 habitants en 1895. En 1927 la commune de Cabrero est créée. En 1978 le territoire de la commune situé à l'ouest du Rio Claro est rattaché à Yumbel tandis que les secteurs de Monte Águila , Charrua , Chillancito et Salto Laja sont intégrés à Cabrero

Position de Cabrero (en rouge) au sein de la Région du Biobío.